# Грачани
Грачани (мкд. Грачани) је насеље у Северној Македонији, у северном делу државе. Грачани припадају градској општини Ђорче Петров града Скопља. Грачани су северозападно предграђе главног града.

## Географија
Грачани су смештени у северном делу Северне Македоније. Од најближег већег града, Скопља, насеље је удаљено 20 km северозападно.
Насеље Грачани се налази у историјској области Скопско поље. Село је положено на првим висовима западно од Скопске котлине, која је равничарско подручје. Ка западу се издиже планина Ветерник. Надморска висина насеља је приближно 580 метара.
Месна клима је континентална.

## Становништво
Грачани су према последњем попису из 2002. године били без становника.
Претежно становништво у насељу су били Албанци.
Већинска вероисповест био је ислам.